# Lymantria rhabdota
Lymantria rhabdota är en fjärilsart som beskrevs av Collenette 1949. Lymantria rhabdota ingår i släktet Lymantria och familjen tofsspinnare. Inga underarter finns listade i Catalogue of Life.